# آبشار وایپو
آبشار وایپو  (به انگلیسی: Vaipo Waterfall) آبشاری است که در جزایر مارکویس واقع شده و ارتفاع کلی ریزشگاه آن ۳۵۰ متر / ۱۱۴۸ پا است.